# Tibets opløsning
Tibets opløsning er en periode i tibetansk historie i det 9. og 10. århundrede. I denne æra faldt den politiske centralisering af det tidligere tibetanske imperium efter en borgerkrig mellem Yumtän (Yum brtan) og Ösung ('Od-srung). Perioden blev domineret af oprør mod resterne af det tibetanske imperialt tibetum og fremkomsten af regionale krigsherrer.

## Borgerkrig og nedgangen i kejserlige Tibet
Den sidste kejser for det samlede tibetanske imperium, Langdarma, blev myrdet i 842-846, enten af en buddhistisk eremit eller en munk ved navn Pelgyi Dorje af Lhalung. Mordet efterlod to mulige arvinger, Yumtän og Ösung, til at kæmpe om tronen, hvilket førte til en borgerkrig. Efterfølgerne af Osung kontrollerede regionen Ngari, mens Yumtänens efterfølgere kontrollerede Ü-regionen. Sønnen af Ösung var Pälkhortsän (Dpal 'khor brtsan) (865-895 eller 893-923), der ville blive fader til to sønner, Trashi Tsentsän (Bkra shis brtsen brtsan) og Thrikhyiding (Khri Khyi Lding), også kaldet Kyide Nyigön (Skyid lde nyi ma mgon) i nogle kilder. Thrikhyiding migrerede til den vestlige tibetanske region af øvre Ngari (Stod Mnga ris) og giftede sig med en kvinde af høj central tibetansk adel, med hvem han grundlagde et lokalt dynasti. Denne borgerkrig svækkede det tibetanske monarkis politiske autoritet , der opløste Tibet i separate stammer og små kongeriger.

## Opstand og krigsherrer
Opløsningen af et centraliseret imperium tillod tibetanske bønder, utilfredse med den politiske uro, at rebellere mod regionale regeringer. Disse oprør splittede kejserlig Tibet i en lang række separate, autonome kongeriger, som hver blev styret af en lokal krigsherre.  Krigsherrerne kæmpede konstant for politisk dominans ved hjælp af private hære og militære fæstninger. Mellem 842 og 1247 havde ingen central myndighed kontrol over Tibet. Perioden sluttede med den mongolske erobring af Tibet og det efterfølgende Yuan-styre over Tibet.
Traditionelle regnskaber for perioden fokuserer på religion. Fragmentationsalderen er skildret som et lavt punkt i udviklingen af tibetansk buddhisme, med den buddhistiske klosterorden truet med forfølgelse og eksil. Kloster-buddhismen skal angiveligt kun have overlevet i Amdo, som i høj grad var domineret af ikke-tibetanske folk og ikke skulle blive erobret af en tibetansk politiker indtil det 10. århundrede.
Ifølge annalerne flygtede tre munke under Langdarmas styre til Dantig-bjerget i Amdo. Deres discipel Muzu Selbar (Wylie: mu zu gsal 'bar), senere kendt som læreren Gongpa Rapsel (Wylie: dgongs pa rab gsal, 953-1035 ), var ansvarlig for fornyelsen af buddhismen i det nordøstlige Tibet. Eleverne af Rapsal siges at have vendt tilbage til Ü-Tsang, hvor de genindførte klosterbuddhisme. Moderne historikere anfægter traditionelle synspunkter om tiden og argumenterer for, at buddhismen faktisk var udbredt i løbet af perioden, og at de regionale politiske myndigheder havde et nært forhold til buddhistiske klosterledere.